# IC 2749
IC 2749 је спирална галаксија у сазвјежђу Лав која се налази на листи објеката дубоког неба у Индекс каталогу.
Деклинација објекта је + 8° 34' 30" а ректасцензија 11h 21m 45,2s. Привидна величина (магнитуда) објекта IC 2749 износи 14,6 а фотографска магнитуда 15,3. IC 2749 је још познат и под ознакама CGCG 67-60, PGC 34829.